# François Véron Duverger de Forbonnais

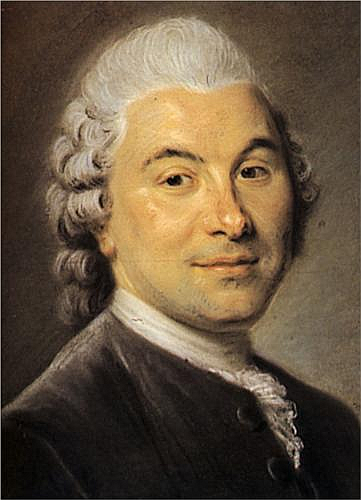
Porträt des François Véron Duverger de Forbonnais von Maurice Quentin de La Tour

François Véron Duverger de Forbonnais (* 3. Oktober 1722 in Le Mans; † 19. September 1800 in Paris) war ein französischer Ökonom und Enzyklopädist.

## Leben und Wirken

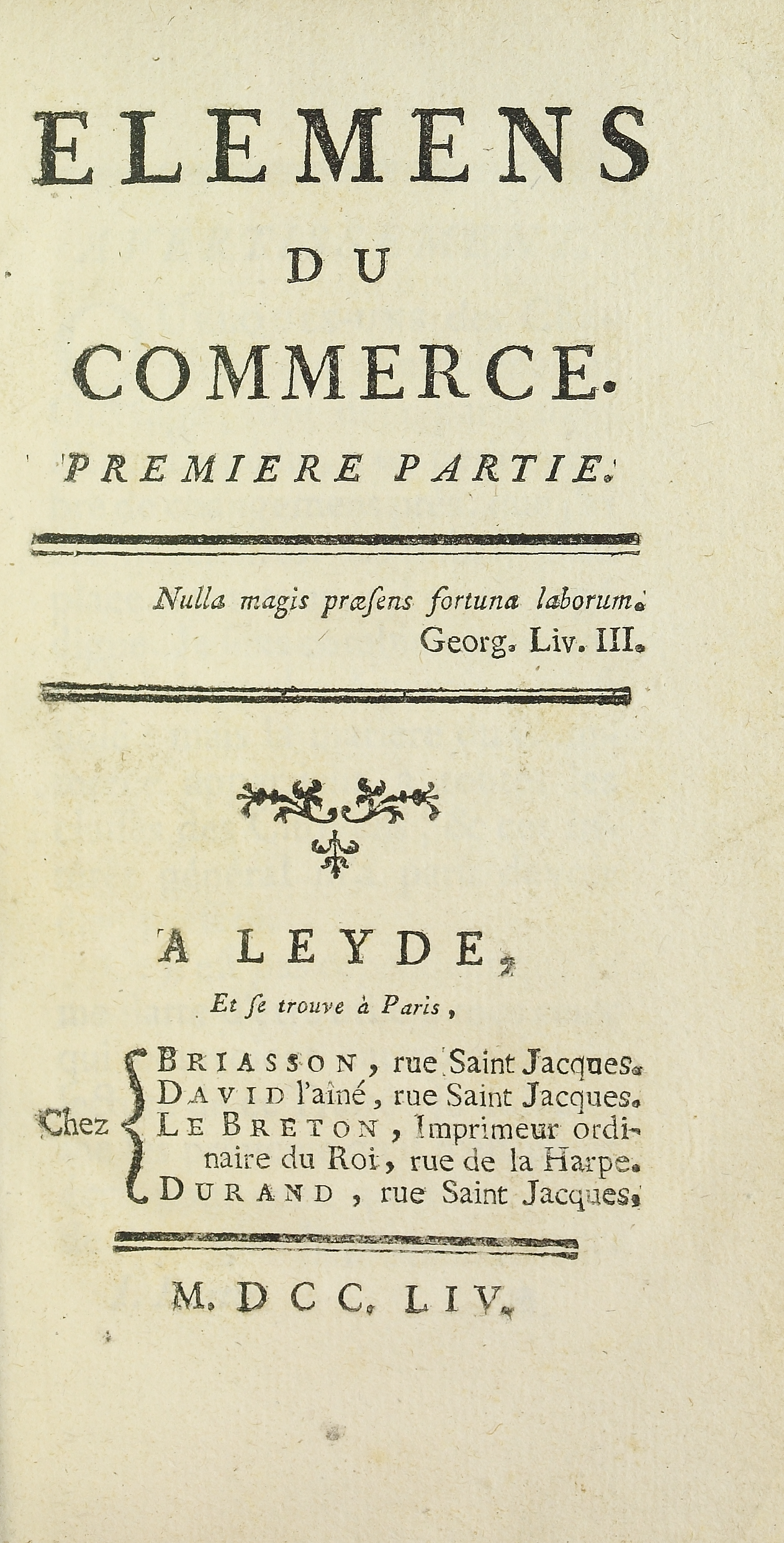
Elemens du commerce, 1754

Sein Vater war ein Mousseline Produzent. Er erhielt eine jansenistisch geprägte schulische Erziehung an einem Pariser Collège. Reisen führten ihn nach Spanien und Italien. De Forbonnais studierte in Paris. Im Jahre 1756 wurde er zum Inspecteur général des monnaies ernannt. Im Jahre 1759 stieg zum persönlichen Berater des Königs, Ludwig XV., auf. Genauer war er Conseiller au parlement de Metz dem Gerichtshof in Metz.  Er stürzte 1763 in dieser Funktion, nachdem er eine 15 % Importsteuer erlassen hatte. Forbonnais erste Veröffentlichung erschien im Jahre 1750 und war ein Kommentar zu den ökonomischen Überlegungen von Montesquieu L’Esprit des lois. Auch als Direktor des Journal de l’agriculture, du commerce et des finances war er ab dem Jahre 1760 tätig. Im Jahre 1753 übersetzte Forbonnais zwei bedeutende merkantilistischen Schriften ins Französische, eine Publikation des spanischen Merkantilisten Jerónimo de Uztáriz (1670–1732) und einem Engländer Charles King (1687–1748), Chamber Keeper to the Treasury.
Er war ein Freund von Jacques Paulze (1723–1794) einem Hauptzollpächter (Fermier général) und Vater von Marie-Anne Pierrette Paulze Lavoisier.
Forbonnais schrieb mehrere Artikel für die Encyclopédie und avancierte zum führenden Ökonom Frankreichs.

## Werke (Auswahl)
- Considérations sur les finances d’Espagne (1753)
- Éléments du commerce (1754)
- Recherches sur les finances de la France jusqu’en 1721 (1758)
- Principes économiques
- Examen du livre intitulé Principes sur la liberté du commerce des grains
- De la Circulation des denrées (1800).